# Књига из тишине (књига)
Књига из тишине : усташки злочин геноцида у селу Међеђа, 1941–1945. године је ауторско дјело Тање Тулековић, вишег кустоса спомен подручја "Доња Градина". Тема књиге је страдање српског православног становништва у селу Међеђа код Козарске Дубице за вријеме Независне Државе Хрватске. Објављена је 2018. године. Прво издање ове књиге објављено је 2012. године. Књига је преведена и на енглески језик под насловом "The Book From Silence" која је објављена 2017. године.

## О аутору
Тања Тулековић рођена је у Сплиту 1980. године. Завршила је Гимназију у Козарској Дубици. Дипломирала је на Катедри за праисторијску археологију на Филозофском факултету Универзитета у Београду (2005). Запослена у Јавној установи „Спомен-подручје Доња Градина“ (2007-). Стручно звање кустос стекла је пред Комисијом за полагање стручних испита Народног музеја у Београду (2008). Стручно звање виши кустос стекла је на основу заслуга у стручном раду пред Комисијом матичних музеја Босне и Херцеговине у Сарајеву (2013). Задужена је за изучавање историјата Независне Државе Хрватске, формирањa Концентрационог логора Јасеновац и његовог највећег стратишта Доња Градина, прикупљање вербалних свједочанстава преживјелих свједока, обилазак стратишта на подручју општине Козарска Дубица, предавања на ову тему. Главни и одговорни уредник стручно-научног часописа Топола који издаје Јавна установа "Спомен-подручје Доња Градина".

## О књизи
У књизи се говори о усташким злочинима у селу Међеђа (1941-1945) које се налази на путу између Козарске Дубице и Градишке, на ријеци Сави, подно планине Просара. Село Међеђа је удаљено неколико километара од логора Јасеновац. Ово село је током Другог свјетског рата имало 1075 погинулих, од чега је 119 погинуло као припадници Народноослободилачке војске Југославије, а 956 становника су убиле усташе. У селу је уништено и 45 српских кућа. У књизи се детањно описује страдање невиног становништва села Међеђа и других мјеста са територије општине Козарска Дубица, тј. сво страдање које су мјештани прошли. Такође се говори да је логор Јасеновац представљао организовани систем у коме су створене "радне групе" од којих је једна била група - Економија. Обрађује се страдање и српских села Млака и Јабланац.